# أندرو وايلي
أندرو وايلي (بالإنجليزية: Andrew Wylie)‏ هو قاضي ومحامي أمريكي، ولد في 25 فبراير 1814 في كانونسبرغ في الولايات المتحدة، وتوفي في 1 أغسطس 1905.